# Tuc Watkins

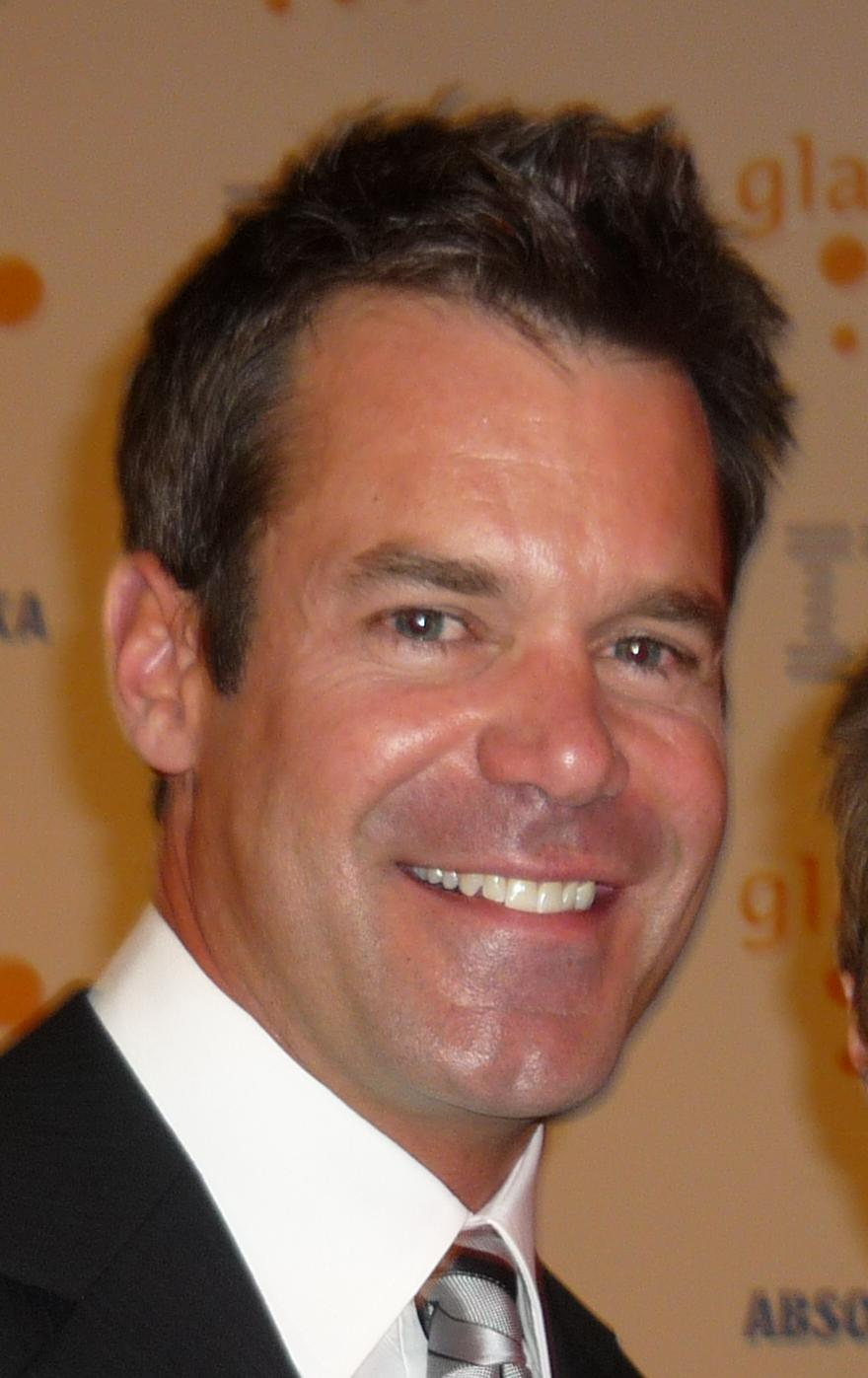
Tuc Watkins

Charles Curtis Watkins III (* 2. September 1966 in Kansas City, Kansas) ist ein US-amerikanischer Schauspieler walisischer Abstammung.

## Leben
Tuc Watkins wurde 1966 als Sohn eines Verkäufers und einer Fotografin geboren. Er hat eine jüngere, 1968 geborene Schwester. Er besuchte die Indiana University.
Im April 2013 outete sich Watkins in einem Fernsehinterview mit Marie Osmond als homosexuell. Des Weiteren hat er zwei Kinder, welche von einer Leihmutter ausgetragen wurden.
Watkins ist mit seinem Bühnen- und Filmpartner aus The Boys in the Band, dem Schauspieler Andrew Rannells, liiert.

## Karriere
Sein Fernsehdebüt machte Watkins im Jahre 1994 mit der Serie One Life to Live. Dort spielte er zwei Jahre den David Vickers, ehe er sie schließlich für andere Fernsehprojekte verließ, allerdings hatte er in den Jahren 2002 bis 2003, 2006 bis 2010 und 2012 Gastauftritte in der Serie. Ebenfalls im Jahr 1996 spielte er in der Fernsehserie General Hospital die Rolle des Dr. Pierce Dorman. Danach hatte er in zwei Staffeln der Serie Beggars and Choosers eine Rolle inne. Sein Filmdebüt gab er mit der Rolle des Mr. Burns im Film Die Mumie. Watkins hatte auch Gastauftritte in den Serien CSI: Den Tätern auf der Spur, Melrose Place, Six Feet Under – Gestorben wird immer und Cold Case – Kein Opfer ist je vergessen. Von 2007 bis 2012 war Watkins in der Serie Desperate Housewives mit Kevin Rahm zu sehen, welche ein homosexuelles Paar verkörperten.

## Filmografie (Auswahl)
- 1990: Unser lautes Heim (Growing Pains, Fernsehserie, Folge 6x06)
- 1991–1992: Ein Strauß Töchter (Sisters, Fernsehserie, 3 Folgen)
- 1992: Baywatch – Die Rettungsschwimmer von Malibu (Baywatch, Fernsehserie, Folge 2x21)
- 1992: California Clan (Santa Barbara, Fernsehserie, Folge 1x2040)
- 1993: Melrose Place (Fernsehserie, Folge 1x19)
- 1994–2013: Liebe, Lüge, Leidenschaft (One Life to Live, Fernsehserie)
- 1996–1997: General Hospital (Fernsehserie)
- 1997: Palm Beach-Duo (Stil Stalkings, Fernsehserie, Folge 7x02)
- 1998: The Thin Pink Line
- 1999: Die Mumie (The Mummy)
- 1999–2001: Beggars and Choosers (Fernsehserie, 37 Folgen)
- 2000: New York Cops – NYPD Blue (NYPD Blue, Fernsehserie, Folge 7x13)
- 2002: Six Feet Under – Gestorben wird immer (Six Feet Under, Fernsehserie, Folge 2x02)
- 2002: CSI: Den Tätern auf der Spur (CSI: Crime Scene Investigation, Fernsehserie, Folge 2x20)
- 2005: All My Children (Fernsehserie, 2 Folgen)
- 2007: Cold Case – Kein Opfer ist je vergessen (Cold Case, Fernsehserie, Folge 5x07)
- 2007–2012: Desperate Housewives (Fernsehserie, 42 Folgen)
- 2012: The Glades (Fernsehserie, Folge 3x06)
- 2012: Baby Daddy (Fernsehserie, Folge 1x06)
- 2012–2014: Where the Bears Are (Fernsehserie, 7 Folgen)
- 2012–2014: Parks and Recreation (Fernsehserie, 3 Folgen)
- 2013: Warehouse 13 (Fernsehserie, Folge 4x15)
- 2013: Anger Management (Fernsehserie, Folge 2x40)
- 2013: Bob’s Burgers (Fernsehserie, Folge 4x05, Stimme)
- 2014: Awkward – Mein sogenanntes Leben (Awkward., Fernsehserie, 4 Folgen)
- 2015: Major Crimes (Fernsehserie, 2 Folgen)
- 2020: The Boys in the Band
- 2021: The Other Two (Fernsehserie, 2 Folgen)
- 2022: Uncoupled (Netflix Original, 4 Folgen)
- 2024: Criminal Minds (Fernsehserie)